# Тово-ді-Сант-Агата
Тово-ді-Сант-Агата, Тово-ді-Сант'Аґата (італ. Tovo di Sant'Agata) — муніципалітет в Італії, у регіоні Ломбардія, провінція Сондріо.
Тово-ді-Сант-Агата розташоване на відстані близько 520 км на північ від Рима, 120 км на північний схід від Мілана, 31 км на схід від Сондріо.
Населення — 626 осіб (2014).
Щорічний фестиваль відбувається 5 лютого. Покровитель — Sant'Agata.

## Демографія
Населення за роками:

Станом на 1 січня 2023 року в муніципалітеті офіційно проживало 15 іноземців з 6 країн, серед них 7 громадян країн Євросоюзу.

## Сусідні муніципалітети
- Едоло
- Ловеро
- Маццо-ді-Вальтелліна
- Монно
- Вервіо